# Herpetogramma cleoropa
Herpetogramma cleoropa là một loài bướm đêm trong họ Crambidae.